# Камчатская краевая детская больница
Камчатская краевая детская больница (Государственное бюджетное учреждение здравоохранения «Камчатская краевая детская больница») — учреждение здравоохранения краевого значения в г. Петропавловске-Камчатском.

## История
1980 год - была организована самая молодая "Городская больница №1", как для детей, так и для взрослых. Был назначен первый главный врач Волков Вячеслав Михайлович, который создал на базе "Городской больницы №1" Камчатскую областную детскую больницу.
1 августа 1991 года - на базе "Городской больницы №1" была сформирована "Камчатская областная детская больница" (единственная многопрофильная больница в области, оказывающая полную специализированную помощь детям).
2008 год - Камчатская областная детская больница была переименована в "Камчатскую краевую детскую больницу".
17 ноября 2009 года - назначен новый главный врач А.А. Крикун.
1 января 2011 года - на базе консультативной поликлиники открыт Центр здоровья для детей
Сегодня краевая детская больница оказывает специализированную медицинскую помощь по 37 направлениям педиатрии и детской хирургии. В больнице ежегодно получают лечение более 5 тысяч пациентов, выполняются более полутора тысяч операций. В коллективе больницы свыше 70% врачей и медицинских сестер имеет высшую и первую квалификационные категории.

## Деятельность
Камчатская краевая детская больница - является крупным детским лечебно-профилактическим учреждением края и города. В больнице работают 6 главных детских внештатных специалистов Министерства здравоохранения Камчатского края.
В больнице находится единственное в Камчатском крае отделение патологии новорожденных и недоношенных детей.
Больница сотрудничает с Министерством здравоохранения Камчатского края, Камчатским медицинским колледжем, Камчатской краевой больницей имени А.С. Лукашевского.

## Руководство
- Савченко Валентин Григорьевич — главный врач
- Кузыр Дина Кильмжановна  — заместитель главного врача по медицинской части
- Авдеева Юлия Сергеевна — заместитель главного врача по экономическим вопросам
- Пожидаева Анастасия Сергеевна — главная медицинская сестра
- Невежина Наталья Владимировна — заведующая консультативно-диагностическим отделением
- Найканчин Алексей Анатольевич — заведующий приёмным отделением
- Хапалажева Марина Олеговна — заведующая отделением патологии новорождённых и недоношенных детей
- Кибальник Дмитрий Владимирович — заведующий детским хирургическим отделением
- Селезнёва Оксана Дмитриевна — заведующая детским соматическим отделением
- Солохин Антон Юрьевич — заведующий ЛОР отделением
- Дадонов Дмитрий Егорович — заведующий отделением анестезиологии, реанимации и интенсивной терапии
- вакансия — заведующий дневным стационаром

### Лечебные отделения
- Отделение патологии новорожденных и недоношенных детей
- Детское хирургическое отделение (хирургия, травматология, ортопедия)
- Детское соматическое отделение (педиатрия, эндокринология, аллергология, кардиология)
- Дневной стационар
- Детское отоларингологическое отделение
- Отделение анестезиологии, реанимации и интенсивной терапии
- Отделение реабилитации (физиокабинет, кабинет ЛФК, кабинет массажа, кабинет реабилитации детей с ДЦП)

### Диагностические отделения
- Отделение функциональной диагностики
- Отделение лучевой диагностики, включая кабинет компьютерной томографии
- Клинико-диагностическая лаборатория

### Другие подразделения
- консультативно-диагностическое отделение (бывшее поликлиническое отделение)
- медико-генетическая консультация